# 孿斑響尾蛇
孿斑響尾蛇（學名：Crotalus pricei），或稱雙斑響尾蛇，是蛇亞目蝰蛇科蝮亞科響尾蛇屬下的一種有毒響尾蛇，主要分布於美國及墨西哥，是阿利桑那州唯一一種有雙斑排列式斑紋的響尾蛇。目前共有兩個亞種已被確認，本條目所敘述的是其模式亞種，俗稱「西方孿斑響尾蛇」的Crotalus pricei pricei。

## 特徵
成年孿斑響尾蛇身長通常不超過50至60公分，目前最長紀錄為66公分。顏色方面，孿斑響尾蛇多以灰色、棕灰色（有時也會偏向棕紅）為基調，並長有許多棕色的小斑點。背鱗紋理為點斑狀，以脊部中軸為界線，分成左右兩排，這樣的斑紋為數約有39至64對。

## 地理分布
孿斑響尾蛇主要分布於美國的阿利桑那州東南部，與及墨西哥北部的索諾拉州、奇瓦瓦州及杜蘭戈州。另外，亦有少數分布於科阿韋拉州、新萊昂州、塔毛利帕斯州，與及聖路易斯波托西州和阿瓜斯卡連特斯州。其標準產地為美國阿利桑那州科奇斯縣的「Huachua Mts」。

## 棲息與生態
孿斑響尾蛇一般出沒於森林地帶及岩石群帶，屬於日行性蛇類，平日活動於陸地上，喜歡躺在岩石上接觸陽光以助增溫。牠們幾乎能活躍於任何季節，只有冬天時行動較為保守，僅於微晴或稍暖的日子時，會以近乎冬眠的姿態緩緩出現以吸收陽光溫度。夏天時，是胎生的孿斑響尾蛇的交配期，雌蛇每次生產約能誕下9條幼蛇。
孿斑響尾蛇主要捕食蜥蜴、鼠類及鳥類，亦會同類相食。牠們能透過尖長的管牙傳送強力毒素，將被其咬中的獵物毒斃，然後再進行吞食。孿斑響尾蛇是相當危險的毒蛇之一，在美國當地的紀錄中有很多人類被其咬傷並中毒的事故。雖然如此，在美國阿利桑那州牠們乃屬於受保護動物，如果對孿斑響尾蛇作任何殺害、捕捉或其他傷害性行為，均牴觸阿利桑那州當地的法律。

## 保育狀態
孿斑響尾蛇目前被世界自然保護聯盟紅色名錄列為「低危」級別。這代表著該蛇的分布情形仍屬廣泛，數量尚未受到明顯的威脅，至少預料在未來的短時間內，其種群數量並不會因為出現遽降而被列入更高危的級別之中。因此，孿斑響尾蛇的保育狀態，目前仍是穩定的。

## 亞種
| 亞種名         | 學名及命名者                                 | 地理分布                                           |
| -------------- | -------------------------------------------- | -------------------------------------------------- |
| 東方孿斑響尾蛇 | Crotalus pricei miquihuanus，(Gloyd, 1940)   | 墨西哥：科阿韋拉州東南部、新萊昂州及塔毛利帕斯州   |
| 西方孿斑響尾蛇 | Crotalus pricei pricei，(Van Denburgh, 1895) | 美國阿利桑那州與墨西哥索諾拉州、奇瓦瓦州及杜蘭戈州 |

## 備註
1. 1 2 3  McDiarmid RW, Campbell JA, Touré T. 1999. Snake Species of the World: A Taxonomic and Geographic Reference, vol. 1. Herpetologists' League. 511 pp. ISBN 1-893777-00-6 (series). ISBN 1-893777-01-4 (volume).
2. ↑  （英文）Reptilesofaz：阿利桑那州蛇類列表 （页面存档备份，存于）
3. 1 2 3  . ITIS. 2007  [1 August, 2007].
4. ↑  Klauber LM. 1997. Rattlesnakes: Their Habitats, Life Histories, and Influence on Mankind. Second Edition. First published in 1956, 1972. University of California Press, Berkeley. ISBN 0-520-21056-5.
5. 1 2  Campbell JA, Lamar WW. 2004. The Venomous Reptiles of the Western Hemisphere. Comstock Publishing Associates, Ithaca and London. 870 pp. 1500 plates. ISBN 0-8014-4141-2.
6. ↑  （英文）Reptilesofaz：孿斑響尾蛇 （页面存档备份，存于）
7. ↑  （英文）IUCN紅色名錄：孿斑響尾蛇
8. ↑  （英文）IUCN紅色名錄：級別指引及準則（2001年） （页面存档备份，存于）

## 外部連結
- （英文）TIGR爬蟲類資料庫：孿斑響尾蛇